# Kathryn C. Thornton
Kathryn Ryan Cordell Thornton (Montgomery, Alabama, 17 de agosto de 1952) es un científica estadounidense y astronauta de la NASA con más de 975 horas en el espacio, incluidas 21 horas de actividad extravehicular. Fue decana asociada para programas de posgrado en la Escuela de Ingeniería y Ciencias Aplicadas de la Universidad de Virginia, actualmente es profesora de ingeniería mecánica y aeroespacial.

## Biografía
Kathyrn Thornton se graduó de la Sidney Lanier High School en Montgomery, Alabama en 1970. Luego realizó un Bachelor of Science en física por la Universidad de Auburn en 1974. En 1977 recibió un Master of Science en Física y en 1979 se doctoró en física por la Universidad de Virginia.
También es miembra de la American Physical Society, la Asociación Estadounidense para el Avance de la Ciencia y las sociedades de honor Sigma Pi Sigma, Phi Kappa Phi y Sigma Xi.

### Vida personal
Está casada con Stephen T. Thornton, de Oak Ridge, Tennessee, con quien tiene dos hijastros, Kenneth y Michael Thornton, y tres hijas, Carol Hood, Laura Thornton y Susan Thornton. En su tiempo practica deportes como el esquí y el buceo.

## Carrera anterior a la NASA
Después de doctorarse en física por la Universidad de Virginia en 1979, fue galardonada con una beca postdoctoral de la OTAN para continuar su investigación en el Instituto Max Planck de Física Nuclear en Heidelberg, Alemania. En 1980 regresó a Charlottesville, Virginia, donde trabajó como física en el United States Army Foreign Science and Technology Center.

## Carrera como astronauta

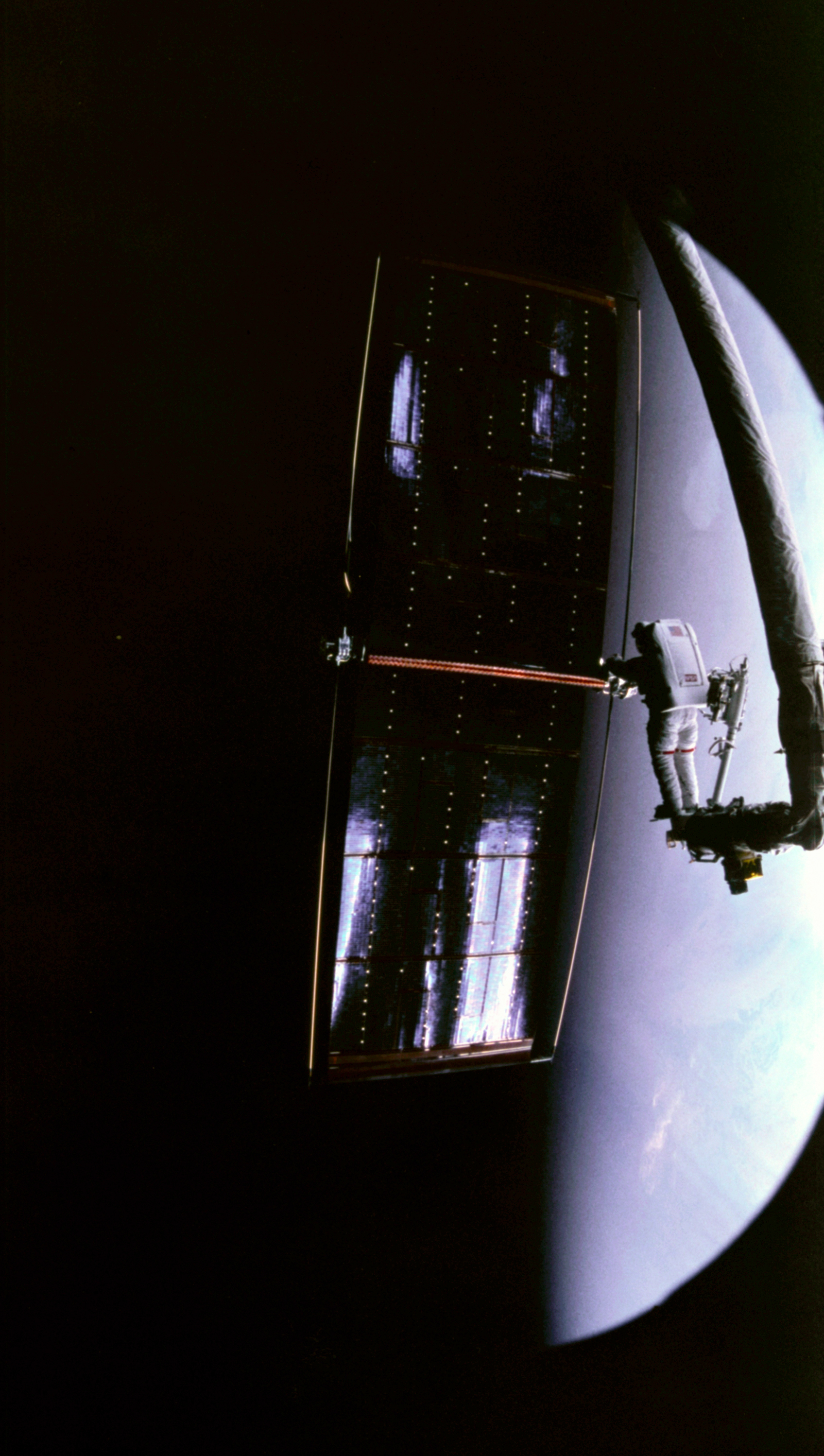
Thornton se prepara para lanzar una matriz solar al Hubble durante la misión STS-61

Fue seleccionada por la NASA en mayo de 1984, y se convirtió en astronauta en julio de 1985. Sus asignaciones técnicas incluyeron verificación de software de vuelo en el Shuttle Avionics Integration Laboratory (SAIL), sirviendo como miembro del Vehicle Integration Test Team (VITT) en Centro espacial John F. Kennedy, y como comunicadora de la nave espacial (CAPCOM). Veterana de cuatro vuelos espaciales, ha participado en las misiones STS-33 en 1989, STS-49 en 1992, STS-61 en 1993 y STS-73 en 1995. Ha estado más de 975 horas en el espacio, incluidas más de 21 horas de actividad extravehicular (EVA).

### STS-33
Fue especialista de misiones en el equipo de la misión STS-33 que se lanzó de noche desde el Centro Espacial John F. Kennedy, Florida, el 22 de noviembre de 1989, a bordo del transbordador espacial Discovery. La misión llevaba cargas útiles del Departamento de Defensa de los Estados Unidos y otras cargas secundarias. Después de 79 vueltas alrededor de la Tierra, esta misión de cinco días concluyó el 27 de noviembre de 1989 en la Base de la Fuerza Aérea Edwards.

### STS-49
En su segundo vuelo formó parte de la tripulación del STS-49, del 7 al 16 de mayo de 1992, a bordo del vuelo inaugural del transbordador espacial Endeavour. Durante la misión, el equipo realizó el vuelo de prueba inicial de Endeavor, un registro de cuatro EVA (caminantes espaciales) para recuperar, reparar y desplegar el Satélite Internacional de Telecomunicaciones (INTELSAT), y para demostrar y evaluar numerosas tareas de EVA para el ensamblaje de la estación espacial Freedom. Thornton fue una de los dos miembros de la tripulación EVA que evaluaron las técnicas de ensamblaje de la Estación Espacial en el cuarto EVA. La misión STS-49 supuso 213 horas en el espacio y 141 órbitas terrestres antes de aterrizar en la Base de la Fuerza Aérea Edwards, California.

### STS-61
En su tercer vuelo fue miembra de la tripulación EVA, especialista en misiones a bordo del transbordador espacial Endeavour en la misión de servicio y reparación del telescopio espacial Hubble (HST). El STS-61 fue lanzado por la noche desde el Centro Espacial John F. Kennedy, el 2 de diciembre de 1993. Durante el vuelo de 11 días, el HST fue capturado y restaurado a capacidad máxima a través de un espacio récord de cinco astronautas, incluida Thornton. Después de haber recorrido 7 135 464 km en 163 órbitas de la Tierra, la tripulación del Endeavour volvió a aterrizar por la noche en el Centro Espacial John F. Kennedy el 13 de diciembre de 1993.

### STS-73
Del 20 de octubre al 5 de noviembre de 1995, sirvió a bordo del transbordador espacial Columbia en la misión STS-73, como el comandante de carga útil de la segunda misión del Laboratorio de Microgravedad de los Estados Unidos. La misión se centró en la ciencia de los materiales, la biotecnología, la ciencia de la combustión, la física de los fluidos y numerosos experimentos científicos alojados en el módulo Spacelab presurizado. Al completar su cuarto vuelo espacial,  Thornton orbitó la Tierra 256 veces, viajó más de 9 millones de kilómetros y registró un total de 15 días, 21 horas, 52 minutos y 21 segundos en el espacio.

Emblemas de las misiones
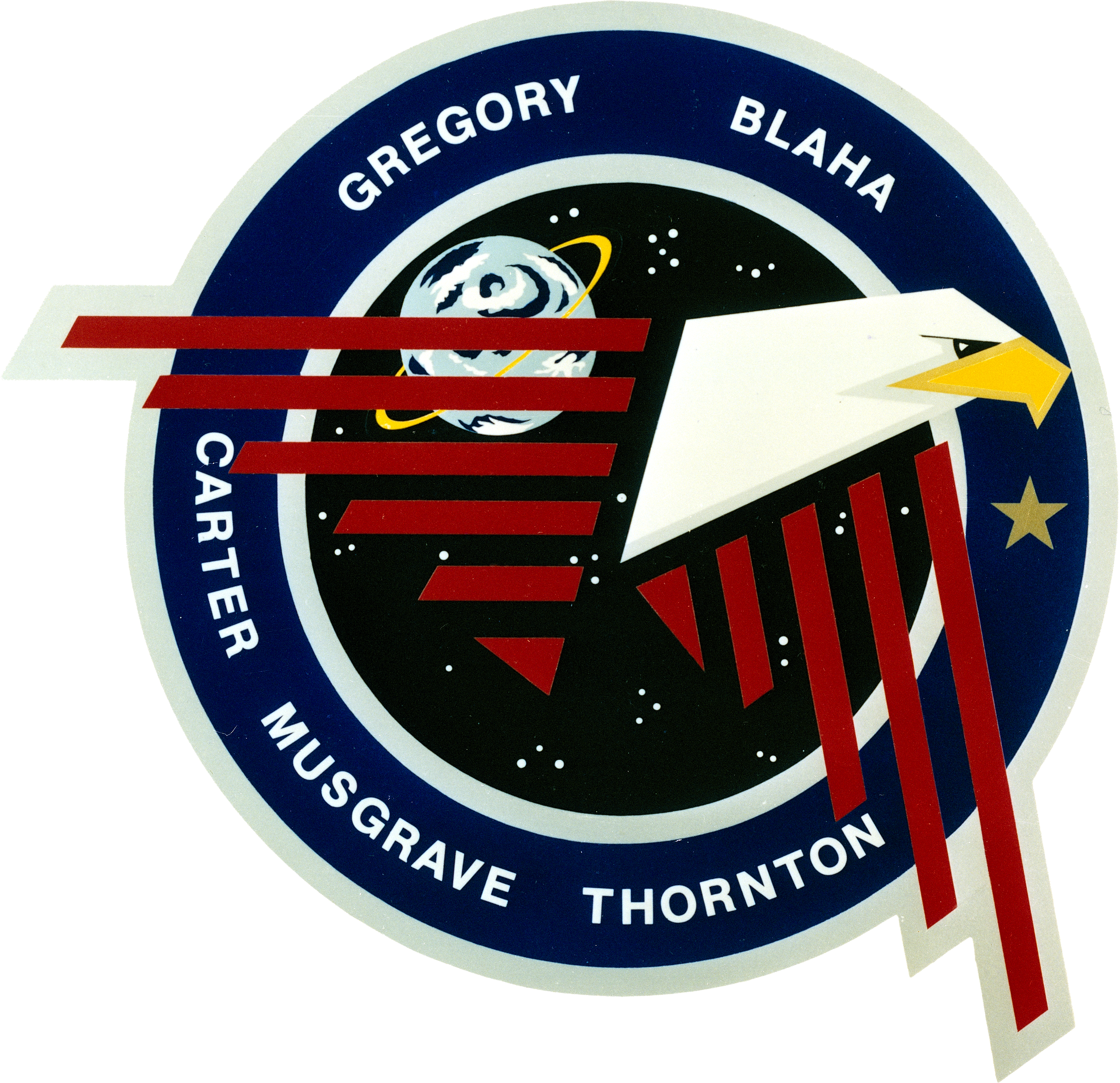
Misión STS-33
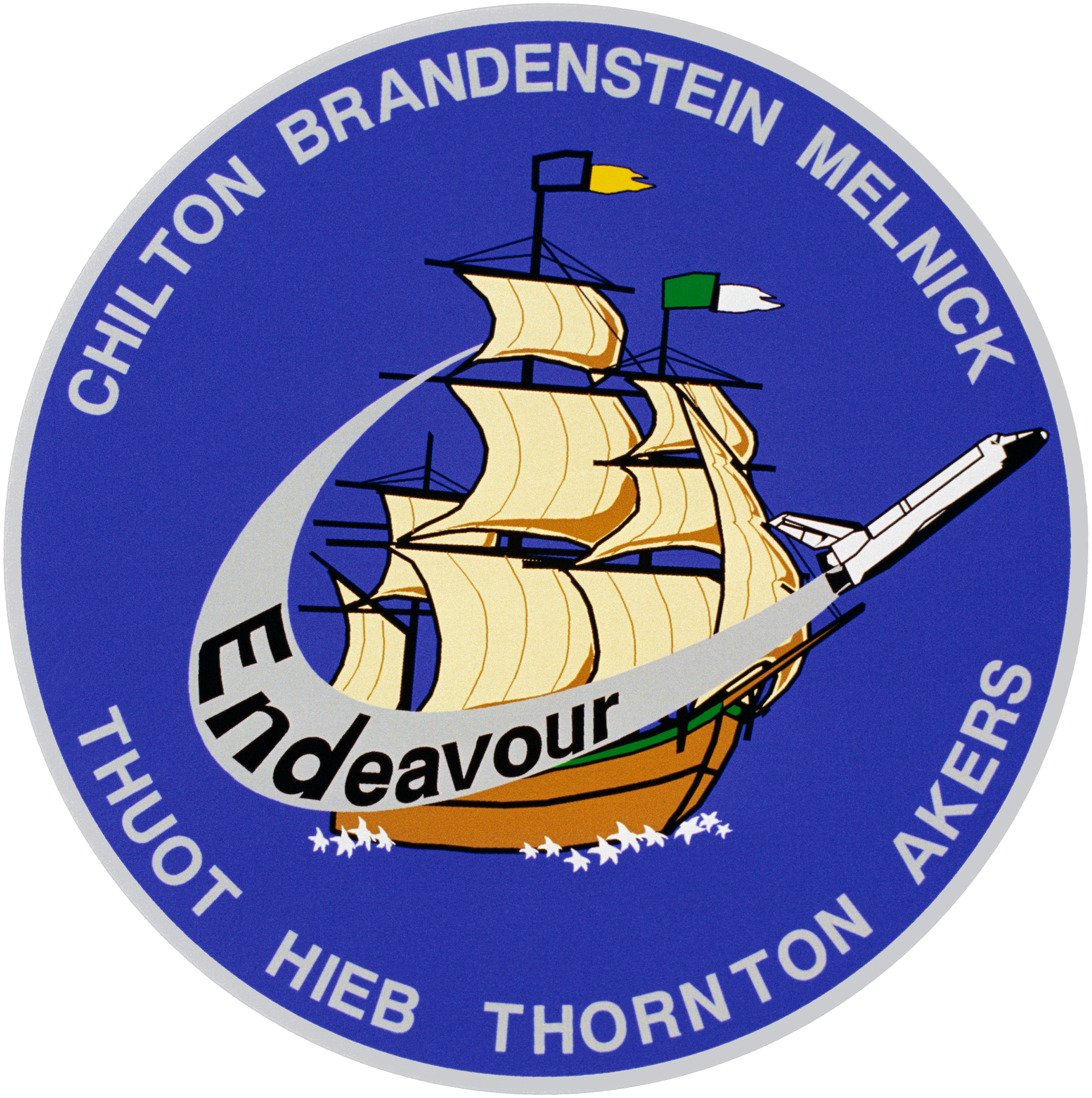
Misión STS-49
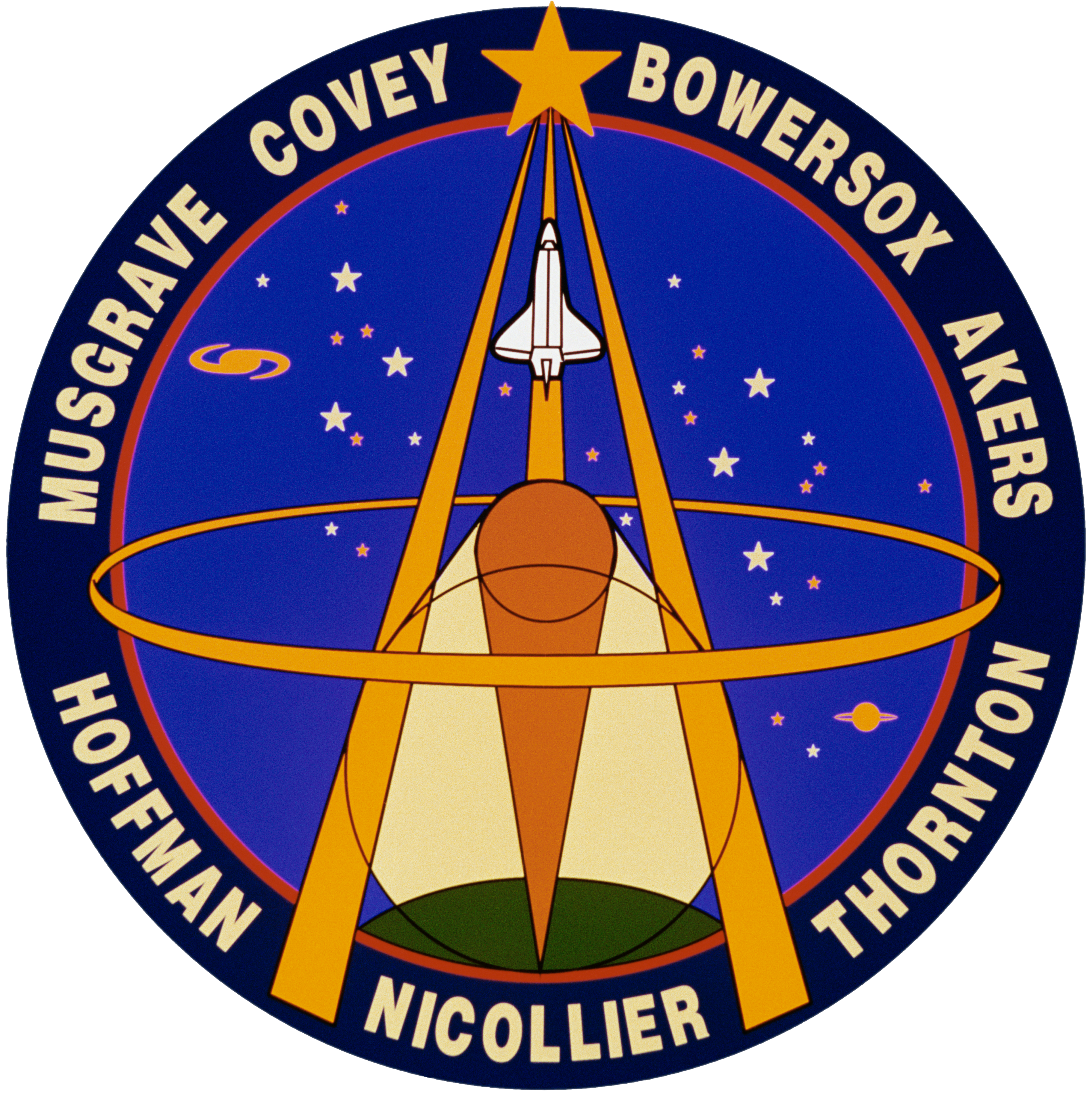
Misión STS-61
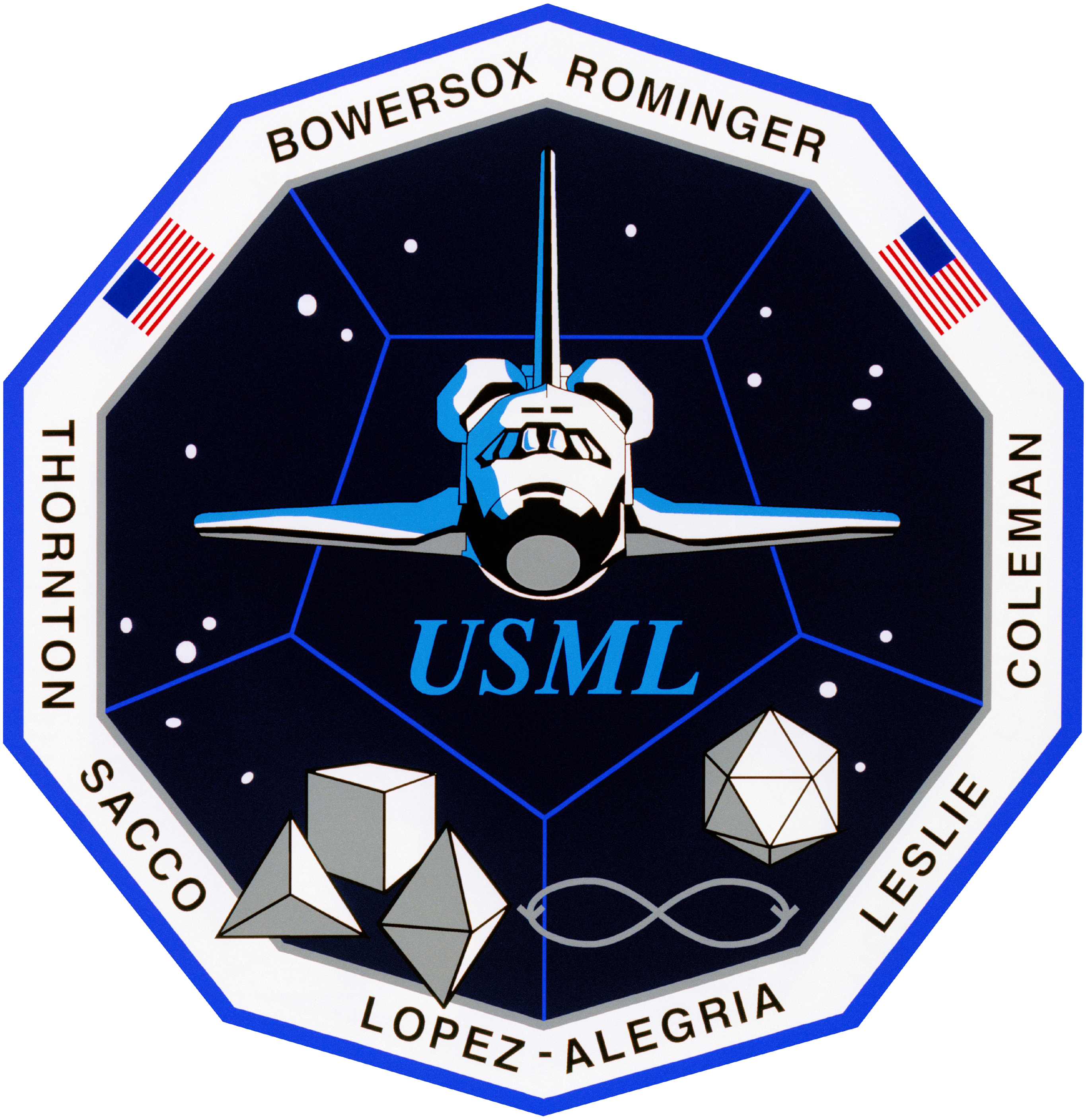
Misión STS-73

## Carrera posterior
Desde que dejó su trabajo como astronauta en la NASA, el 1 de agosto de 1996, Thornton ha seguido participando en la formación de varios comités de revisión y grupos de tareas de la NASA, incluido el Return to Flight Task Group, que evaluó el trabajo de la NASA para cumplir los objetivos establecidos por la Junta de Investigación de Accidentes de Columbia antes de reanudar los vuelos del Transbordador Espacial. En 2008,  copresidió el taller Examining the Vision for Space Exploration, celebrado en la Universidad de Stanford y testificó sobre los resultados ante el Comité de Ciencia y Tecnología, Subcomité de Espacio y Aeronáutica de la Cámara de Representantes de los Estados Unidos.
Fue miembra de la Junta de Ingeniería Aeronáutica y Espacial del Consejo Nacional de Investigación y miembro o copresidenta de varios estudios de la NRC. Actualmente se encuentra en el consejo de la Space Foundation y Astronaut Scholarship Foundation. También es coautora de Pearson's Interactive Science, un programa de ciencia de K-8.
Ha recibido numerosos premios, incluidas las Medallas de Vuelo Espacial de la NASA, el Premio Explorer Club Lowell Thomas, la Asociación Nacional de Astronáutica Robert J. Collier Trophy, el Freedom Foundation Freedom Spirit Award y la National Intelligence Medal of Achievement. Fue incluida en el Astronaut Hall of Fame en 2010.